# Bānār River
Bānār River är ett vattendrag i Bangladesh.   Det ligger i provinsen Dhaka, i den centrala delen av landet, 50 kilometer nordost om huvudstaden Dhaka.
Trakten runt Bānār River består till största delen av jordbruksmark. Runt Bānār River är det mycket tätbefolkat, med 1 177 invånare per kvadratkilometer.